# 杜瑗
杜 瑗（と えん、327年 - 410年）は、東晋の軍人。字は道言。本貫は交趾郡朱䳒県。

## 経歴
杜瑗の一族はかれの祖父の杜元の代に交趾に移住した。杜瑗は交州に出仕して日南郡太守・九徳郡太守・交趾郡太守を歴任した。
太元5年（380年）、九真郡太守の李遜が反乱を起こした。太元6年（381年）、杜瑗は反乱軍を撃破して、李遜を斬った。龍驤将軍の号を受けた。隆安3年（399年）、林邑の范胡達が交州に侵入して、州城を包囲した。杜瑗は三男の杜玄之とともに防戦して、林邑の軍を撃退した。追撃して九真郡・日南郡を奪回し、范胡達を林邑に追い返した。杜瑗は龍驤将軍・交州刺史に任じられた。元興3年（404年）、冠軍将軍の号を受けた。盧循が広州を占拠すると、修好の使者を送ってきたが、杜瑗はその使者を斬った。
義熙6年（410年）、死去した。享年は84。右将軍の位を追贈された。

## 子女
- 杜玄之
- 杜慧度
- 杜慧期（交趾郡太守）
- 杜章民（九真郡太守）

## 伝記資料
- 『宋書』巻92 列伝第52
- 『南史』巻70 列伝第60